# Tilapia sparrmanii
Tilapia sparrmanii ist eine Buntbarschart, die im mittleren und südlichen Afrika weit verbreitet ist. Das Verbreitungsgebiet reicht vom Kongobecken bis zu den nördlichen Nebenflüssen des Oranje. Im Kongobecken wurde die Art unter anderen in den Flüssen Kasaï, Kwango, Lualaba, Luapula, Lufira, Lulua und Luvua nachgewiesen. Weitere Flüsse, südlich des Kongobeckens, in denen die Art vorkommt, sind der obere Cuanza, der Kunene, der Okavango, der Sambesi, der Sabi, der Lundi und der Limpopo. Außerdem ist Tilapia sparrmanii im Bangweulusee, im Malawisee, im Mwerusee und im Ngamisee in Botswana heimisch.
Tilapia sparrmanii wurde in die südlichen USA und nach Tansania eingeführt, hat sich dort aber bisher nicht etabliert. Möglicherweise gibt es auch Bestände in Libyen, Ägypten, Tschad und Sudan. Aufgrund der weiten Verbreitung gilt Tilapia sparrmanii als ungefährdet. Tilapia sparrmanii ist die Typusart der Gattung Tilapia.

## Merkmale
Tilapia sparrmanii ist eine mäßig hochrückige Buntbarschart und erreicht eine Maximallänge von 25 cm. Sie hat einen relativ kleinen Kopf mit einem leicht gebogenen Stirnprofil und eine wenig abgerundete Schwanzflosse. Die Fische sind graubraun bis bronzebraun gefärbt und haben auf den Körperseiten sieben bis acht nur undeutlich sichtbare und zum Bauch hin schwächer werdende Querbinden.
Die Flossen haben die gleiche Farbe wie der Rumpf. Die Rückenflosse hat einen rotbraunen Saum, der unterhalb von einem bläulichen Band begleitet wird. Die Afterflosse ist dunkel gesäumt und hat an ihrer Basis einige helle Punkte. Auch der vordere Rand der Bauchflossen ist dunkel. Die Schwanzflosse ist zeichnungslos. Die Rückenflosse hat 13 bis 15 Hartstrahlen.

## Lebensweise
Tilapia sparrmanii kommt in verschiedenen Habitaten vor. Die Art bevorzugt flaches Wasser mit Pflanzenbeständen in Ufernähe und Sümpfe und meidet das offene Wasser größerer Flüsse und Seen. Sie ernährt sich vor allem von Fadenalgen, Wasserpflanzen, sowie von Blättern und anderen Bestandteilen von Landpflanzen. Jungfische fressen Kleinkrebse und Mückenlarven. Tilapia sparrmanii ist ein paarbildender Offenbrüter. Die Gelege sind mit maximal 700 Eiern relativ klein. Die Larven schlüpfen nach drei bis vier Tagen und werden dann von den Eltern in Mulden umgesetzt. Nach etwa acht Tagen schwimmen die Jungfische frei.